# International Federation of Operational Research Societies
Die International Federation of Operational Research Societies (IFORS) ist eine Dachorganisation für nationale Operations-Research-Gesellschaften aus 53 Ländern (Stand Mai 2025, China und Hongkong als ein Land gezählt) aus vier geographischen Regionen: Asien-Pazifik, Europa, Nordamerika und Südamerika.
Die Organisation wurde 1959 offiziell von drei Organisationen gegründet: ORSA (Vereinigte Staaten), ORS (Vereinigtes Königreich) und SOFRO (Frankreich), wobei die erste IFORS-Konferenz 1957 in Oxford stattfand. Für Deutschland ist seit 1962 die Gesellschaft für Operations Research Mitglied.
In den Statuten wurde der Zweck der IFORS festgelegt, „die Entwicklung der Operations Research als einheitliche Wissenschaft und ihre Förderung in allen Nationen der Welt“ zu sein. Ein interessanter Aspekt der Statuten ist, dass bei den formellen Abstimmungen im Vorstand das Stimmrecht jeder Mitgliedsgesellschaft proportional zur Quadratwurzel der qualifizierten Mitgliedschaft ist – wodurch den größeren Gesellschaften ein größeres Gewicht verliehen, die kleineren Gesellschaften aber nicht überwältigt werden.
Neben der Durchführung internationaler Konferenzen sowie der Verleihung von Forschungs-Preisen und -Stipendien gibt die IFOR seit Gründung die Zeitschrift International Abstracts in Operations Research heraus.

## IFORS' Operational Research Hall of Fame
Seit dem Jahr 2003 führt die Gesellschaft die IFORS' Operational Research Hall of Fame, in die weltweit renommierte Beiträger zur OR aufgenommen werden. Der Vorschlag zur Hall of Fame kam von dem vormaligen IFORS-Präsidenten Heiner Müller-Merbach.
- George B. Dantzig
- Hugh Jordan Miser
- Philip McCord Morse
- Delbert Ray Fulkerson
- Patrick Maynard
- Stuart Blackett
- Ralph E. Gomory
- Richard Ernest Bellman
- Kenneth J. Arrow
- Leonid Vitaliyevich Kantorovich
- Howard Raiffa
- Agner Krarup Erlang
- John von Neumann
- Albert William Tucker
- Egon Balas
- John D. C. Little
- Abraham Charnes
- Herbert A. Simon
- William W. Cooper
- C. West Churchman
- Jay W. Forrester
- Harold W. Kuhn
- Stafford Beer
- Russell L. Ackoff